# Juan Bautista Sacasa
Juan Bautista Sacasa Sacasa (León, 21 dicembre 1874 – Los Angeles, 17 aprile 1946) è stato un politico nicaraguense, 20º presidente del Nicaragua dal 1º gennaio 1933 al 9 giugno 1936. Primogenito di Roberto Sacasa, 44º e 46º presidente di Nicaragua, e Ángela Sacasa Cuadra, era anche parente di Benjamín Sacasa, 67º presidente del Nicaragua.

## Biografia
Nato nella città di León, Sacasa studiò negli Stati Uniti dal 1889 al 1901, conseguendo un MD presso la Columbia University. [1] Professore e decano di facoltà presso l'Università Nazionale di León, fu un sostenitore del regime liberale di José Santos Zelaya . Nel 1924 Sacasa divenne membro di una coalizione politica guidata dal moderato conservatore Carlos Solórzano. Poco dopo il distaccamento dei marines americani rimasti in Nicaragua per tredici anni si ritirò, credendo che la situazione politica fosse stabile. Nell'ottobre del 1925 il governo di Solórzano fu rovesciato in un colpo di stato dall'ex presidente generale Emiliano Chamorro, che non ottenne il riconoscimento degli Stati Uniti e successivamente si dimise in favore di Adolfo Díaz. Nel frattempo Sacasa era fuggito in Messico.
A seguito di una sommossa di soldati liberali a Puerto Cabezas, sulla costa caraibica, Sacasa ritornò in Nicaragua nel 1926. Rivendicando il ruolo di presidente costituzionale, stabilì un governo a Puerto Cabezas. Forniti dal Messico con armi e munizioni, i ribelli liberali, sotto il comando del generale José María Moncada, riuscirono quasi a catturare Managua. Tuttavia, gli Stati Uniti costrinsero le due parti in guerra ad avviare negoziati, sfociati nel Patto di Espino Negro, che richiedeva che entrambe le parti disarmassero e che a Díaz fosse permesso di terminare il suo mandato. [2] Sacasa accettò a malincuore l'accordo e il ritiro dalla sua pretesa alla presidenza, ma rifiutò di firmare il patto, lasciando il paese, [2] e affidando a Moncada il compito di sottoscrivere l'accordo per conto suo. [3] Nei sei anni successivi, un ex generale liberale di nome Augusto Sandino condusse una guerriglia contro i marines americani, che erano rimasti nel paese per far rispettare l'accordo.
Nel 1932, Sacasa fu eletto presidente. Entrò in carica il 1 ° gennaio 1933, il giorno prima della partenza programmata dei Marines. Su insistenza dell'ambasciatore statunitense, nominò Anastasio Somoza García , che era sposato con una delle sue nipoti, come direttore della Guardia Nacional (Guardia Nazionale). Il mese successivo, Sacasa incontrò il leader ribelle Sandino, durante il quale quest'ultimo promise la sua fedeltà al nuovo governo in cambio dell'amnistia e di terra per i propri seguaci. Sandino continuò a chiedere lo scioglimento della guardia nazionale e, nel febbraio 1934, fu assassinato su ordine di Somoza. Nonostante la sua disapprovazione, Sacasa si dimostrò incapace di contenere il crescente potere di Somoza e della Guardia Nazionale. La sua popolarità continuò a diminuire man mano che la fragile economia del Nicaragua subiva il crollo dei prezzi del caffè a causa della Grande Depressione e ancor più quando nel 1934 emersero diffuse accuse di frodi durante le elezioni del parlamento. Nel frattempo, continuava a crescere il potere di Somoza, che coltivava legami con gli ex presidenti Moncada e Chamorro. All'inizio del 1936, Somoza usò la Guardia Nazionale per eliminare i funzionari locali fedeli al presidente e sostituirli con suoi sodali. Il 6 giugno, infine, costrinse Sacasa a dimettersi, nominando in seguito una serie di presidenti fantoccio, prima di assumere la presidenza stessa l'anno seguente. Sacasa fuggì in esilio negli Stati Uniti, vivendo a Los Angeles fino alla sua morte, avvenuta dieci anni dopo.
Sposò María Argüello Manning, cugina di Leonardo Argüello, 66 ° presidente del Nicaragua, e ebbe 4 figli:
- Maruca Sacasa Argüello
- Carlos Sacasa Arguello
- Roberto Sacasa Arguello
- Gloria Sacasa Arguello